# Karl August Otto Hoffmann
Karl August Otto Hoffmann ( 1853 -1909) fue un botánico alemán y docente en Berlín. Fue autor de Sertum plantarum madagascariensium

## Honores

### Eponimia
El género Hoffmanniella Schltr. ex Lawalrée en la familia Asteraceae se nombró en su honor.
- La abreviatura «O.Hoffm.» se emplea para indicar a Karl August Otto Hoffmann como autoridad en la descripción y clasificación científica de los vegetales.[4]

Tuvo una más que interesante producción en identificaciones y clasificaciones de nuevas especies: 797 registros IPNI.